# Rene Pauritsch
Rene Pauritsch (ur. 4 grudnia 1964 w Austrii) – austriacki piłkarz i trener. W latach 2013–2018 był selekcjonerem reprezentacji Liechtensteinu.